# Мадам Паутина (фильм)
«Мада́м Паути́на» (англ. Madame Web) — американский супергеройский фильм, основанный на комиксах издательства Marvel Comics о Мадам Паутине. Создан компаниями Columbia Pictures и Di Bonaventura Pictures в сотрудничестве с Marvel и TSG Entertainment и распространяется Sony Pictures Releasing. Четвёртый фильм в медиафраншизе «Вселенная Человека-паука от Sony». Режиссёром выступила Эс Джей Кларксон, она же написала сценарий совместно с Мэттом Сазамой, Бёрком Шарплессом и Клэр Паркер на основе сюжета Керема Санги, Сазамы и Шарплесса. Главные роли исполнили Дакота Джонсон, Сидни Суини, Селеста О’Коннор, Изабела Монер, Тахар Рахим, Майк Эппс, Эмма Робертс и Адам Скотт. Действие картины происходит в 2003 году, молодая ясновидящая Кэсси Уэбб (Джонсон) пытается спасти трёх девушек и их будущее от Иезекиля Симса (Рахим).
Компания Sony начала разработку фильма о Мадам Паутине в рамках своей общей вселенной в сентябре 2019 года, для написания сценария были приглашены Сазама и Шарплесс. Ранее Керем Санга подготовил черновой вариант. Кларксон присоединилась к проекту в мае 2020 года, а Джонсон прошла кастинг в начале 2022 года. В последующие месяцы проводились дополнительные кастинги, в частности, на роли трёх Женщин-пауков. «Мадам Паутина» — саспенс-триллер, повествующий об ориджине главной героини в рамках некой отдельной вселенной и отличающийся от многих ранее выпущенных супергеройских фильмов более приземлённым и мрачноватым стилем. Съёмочный период начался в середине июля 2022 года, проходил в Бостоне и по всему штату Массачусетс до сентября; в середине октября съёмки проводились в Нью-Йорке и завершились к концу года.
Премьера фильма «Мадам Паутина» состоялась 12 февраля 2024 года в театре «Regency Village» в Вествуде (Лос-Анджелес), а в кинотеатрах США — 14 февраля. Картина получила негативные отзывы критиков и провалилась в прокате, собрав лишь $100,3 млн при бюджете в $80–100 млн. На 45-й церемонии антипремии «Золотая малина»  «Мадам Паутина» победила в категориях худший фильм, худшая актриса (Джонсон) и худший сценарий.

## Сюжет
В 1973 году исследовательская группа, возглавляемая беременной Констанцией Уэбб и Иезекилем Симсом, обнаруживает в джунглях Перу неопознанный вид паука с редкими целебными свойствами; Иезекиль предаёт команду и забирает паука себе, прежде чем оставить Констанцию умирать. Местное племя пытается спасти Констанцию, используя укус паука, но она умирает вскоре после рождения девочки, которую называет Кассандрой.
Тридцать лет спустя Кассандра, известная под именем Кэсси, живёт одна в Квинсе, работая парамедиком со своими коллегами Бенджамином «Беном» Паркером и О’Нейлом. Работая над спасением водителя из машины, свисающей с моста, Кэсси падает в воду и находится на грани смерти; Бен реанимирует её. Вскоре Кэсси начинает страдать от того, что поначалу принимает за дежавю: видя события, которые ещё не произошли. Постепенно она осознаёт, что может заглядывать в будущее.
Иезекиль, который с помощью украденного паука обрёл сверхчеловеческие способности (в том числе прилипание к поверхностям), собирает информацию о трёх девушках: Джулии Корнуэлл, Ане Коразон и Мэтти Франклин, поскольку видел во снах, как они убивают его в будущем. Он соблазняет агента АНБ, а затем впрыскивает ей дозу яда и начинает требовать коды доступа к системе слежения в обмен на противоядие, а получив коды, оставляет её умирать. С помощью полученных кодов его помощница Амария получает доступ к системам слежения всего города. В итоге она выслеживает всех трёх девушек на Центральном вокзале, и Иезекиль отправляется туда. Девушки садятся в один вагон, где также находится и Кэсси. Ей приходит видение того, как Иезекиль убивает девушек; Кэсси выводит их из вагона перед самой отправкой. Иезекиль, используя свои способности, преследует их. Доверившись Кэсси, девушки сбегают. Уэбб крадёт такси и вывозит Джулию, Аню и Мэтти из города, чтобы спрятать в близлежащем лесу.
Кэсси возвращается в свою квартиру и находит записи своей покойной матери, в которых освещены личность Иезекиля и истинная природа его способностей. Девушки, решив нарушить просьбу Кэсси оставаться в лесу, идут в закусочную, где привлекают внимание присутствующих, вследствие чего Иезекиль находит их. Увидев, как в будущем Иезекиль расправляется с Джулией, Аней и Мэтти, Кэсси въезжает в витрину закусочной, сбивая его, и отвозит девушек обратно в Квинс, где убеждает Бена позволить им пожить у него.
Убедившись, что группа в безопасности, Кэсси летит в Перу и разыскивает вождя племени, который принимал роды её матери. Вождь, предвидя её прибытие, подвергает Кэсси ритуалу, который отделяет её душу от тела. Это позволяет ей познать «Паутину жизни», план высшего сознания, где все живые существа связаны и где можно увидеть любое возможное будущее. Кэсси узнаёт, что её мать была не эгоистичной женщиной, какой она всегда её считала, а поехала беременной в Перу, чтобы отыскать паука, с помощью яда которого планировала спасти Кэсси от смертельной наследственной болезни, которую диагностировали перед родами.
У беременной невестки Бена — Мэри — начинаются схватки, и Бен вынужден взять девушек с собой в больницу. Иезекиль снова перехватывает их, но Кэсси удаётся спасти их на машине скорой помощи и отвлечь злодея, чтобы Бен и Мэри смогли сбежать. Группа заманивает своего преследователя на заброшенную фабрику фейерверков, расставляя ловушки, чтобы дезориентировать его, в то время как Кэсси вызывает вертолёт медицинской эвакуации. Иезекиль уничтожает вертолёт и разлучает девушек, а после вступает в сражение с Кэсси, насмехаясь над смертью её матери. Подключившись к «Паутине Жизни», Уэбб спасает Мэтти, Аню и Джулию и отводит их в безопасное место, прежде чем устроить последнюю ловушку, которая смертельно поражает Иезекиля. Но и сама Кэсси падает в воду, и ей в лицо попадает выпущенный фейерверк, отчего она слепнет. Джулия вытаскивает Кэсси из воды, после чего она и остальные девушки делают ей массаж сердца, которому она их ранее научила. Её доставляют в ту же больницу, что и Бена и Мэри, как раз в тот момент, когда последняя рожает своего сына. Теперь Кэсси слепа и парализована ниже пояса из-за полученных травм. Однако благодаря связи с «Паутиной Жизни» Уэбб может контролировать свои видения будущего. Кэсси обещает девушкам, что в будущем, когда придёт время, она будет их наставницей, когда они станут Женщинами-пауками.

## В ролях
- Дакота Джонсон — Кассандра «Кэсси» Уэбб / Мадам Паутина:
Парамедик Манхэттена, получившая при рождении экстрасенсорные способности от паучьего яда, которые активируются после несчастного случая[9][10][11][12]. Кэсси — неопытная ясновидящая в возрасте тридцати лет, постигающая обретённые способности; в комиксах Уэбб изображена слепой и парализованной пожилой женщиной, подключённой к системе жизнеобеспечения и являющейся «полноценной» ясновидящей. Джонсон и режиссёр Эс Джей Кларксон стремились дать новый взгляд на Мадам Паутину, но при этом сохранить черты, присущие версии героини из комиксов[10][13]. По мнению Дакоты, остроумие, чувство юмора и агрессивность Кэсси компенсируются её отзывчивостью, объясняя это тем, что она образует «своего рода семью» с тремя девушками, не поладившими друг с другом в ходе событий фильма[13]. Не сумев спасти свою мать, Кэсси демонстрирует «бесконечное, неотступное стремление» спасать людей[12]. Актрису заинтересовала роль женщины, чьи сверхспособности проистекают из разума, а также возможность заглянуть в будущее и понять прошлое и настоящее персонажа. Кларксон же вдохновили психологические и интеллектуальные аспекты этой героини: Кэсси сомневается в своей адекватности, с которой борется внутри себя и которую пытается понять[10]. Режиссёр описала Кэсси как несколько вспыльчивую, причудливую и «находящуюся на периферии событий» одиночку, сравнив её с главной героиней сериала Marvel Television «Джессика Джонс» (2015—2019)[14].
- Сидни Суини — Джулия Корнуэлл: стеснительная девушка, живущая с отцом и мачехой после ухода матери. Является одной из трёх будущих Женщин-пауков, за которыми охотится Иезекиль Симс[10][15].
- Изабела Монер — Аня Коразон: девушка, вынужденная жить одна после депортации отца. Является одной из трёх будущих Женщин-пауков, за которыми охотится Иезекиль Симс[10][16].
- Селеста О’Коннор — Мэтти Франклин[англ.]: девушка из богатой семьи, чьи родители находятся за границей. Является одной из трёх будущих Женщин-пауков, за которыми охотится Иезекиль Симс[10][16].
- Тахар Рахим — Иезекиль Симс:
Исследователь, который работал с Констанцией Уэбб в ходе её исследований пауков и разыскивал секретное племя в тропических лесах Амазонии в Перу[17][18]. Получил сверхчеловеческие способности благодаря мощному пауку, а также ясновидение, в результате чего увидел будущее и собственную смерть и начал одержимо искать своих убийц[17]. Как следствие, Симс охотится за тремя девушками, которые потенциально могут стать Женщинами-пауками в будущем[17]. Эс Джей Кларксон отметила, что персонаж обладает «двойственным мышлением»[13]. Иезекиль носит чёрный костюм, схожий с костюмом Человека-паука[18].
- Майк Эппс — О’Нейл: коллега и друг Кэсси и Бена[19].
- Эмма Робертс — Мэри Паркер: невестка Бена, замужем за его братом, Ричардом Паркером, который часто уезжает в командировки в другие страны. На протяжении событий фильма Мэри беременна и ждёт сына[19][20].
- Адам Скотт — Бен Паркер: парамедик, работающий с Кэсси[1][19][20].
- Керри Бише — Констанция Уэбб: мать Кэсси и исследовательница, которая была на Амазонии вместе с Иезекилем Симсом, исследуя пауков, незадолго до своей смерти в 1973 году[1].
- Заша Мэмет — Амария: талантливый хакер и ассистентка Симса[1][21].
- Хосе Мария Яспик[англ.] — Сантьяго: член «Лас Араньяс», тайного племени перуанских джунглей, обладающий паучьими способностями[22].

Джилл Хеннесси исполнила роль агента АНБ, которую соблазняет Иезекиль. Джош Дреннен сыграл отца Джулии, Юма Фельдман — её единокровного брата, а Кэти-Энн Харт — жену О’Нейла, Сьюзан. Кроме того, в фильме показано рождение Питера Паркера, имя исполнителя в титрах не указано.

## Производство

### Разработка
В сентябре 2019 года, после завершения создания фильма «Морбиус» (2022), являющегося частью Вселенной Человека-паука от Sony, кинокомпания Sony Pictures пригласила Мэтта Сазаму и Бёрка Шарплесса для написания сценария к сольному фильму о персонаже Marvel Comics Мадам Паутине. За проектом наблюдал исполнительный вице-президент Sony Палак Патель, а Керем Санга написал черновой вариант сценария. В мае 2020 года Эс Джей Кларксон присоединилась к разработке и режиссуре «Мадам Паутины»; проект является первым фильмом Marvel от Sony с женским персонажем в центре сюжета. Студия намеревалась привлечь к участию известную актрису, такую как Шарлиз Терон или Эми Адамс, а также пригласить нового сценариста. После переговоров со «звёздами первой величины» Sony сократила список претендентов на главную роль в декабре 2021 и январе 2022 года. К концу 2021 года Дакота Джонсон стала главным кандидатом на роль; тогда же было подтверждено, что режиссёром «Мадам Паутины» выступит Эс Джей Кларксон. В марте к актёрскому составу присоединилась Сидни Суини. Джастин Кролл из Deadline Hollywood назвал проект «версией „Доктора Стрэнджа“ от Sony» в связи со способностями Мадам Паутины в комиксах, однако отметил, что фильм будет отличаться от первоисточника, поскольку в комиксах Мадам Паутина — пожилая женщина по имени Кассандра Уэбб, подключённая к системе жизнеобеспечения, похожей на паутину; Кролл подытожил, что вследствие этого фильм может «превратиться во что-то другое». Позже Sony Pictures назначила дату выхода кинокартины на 7 июля 2023 года и подтвердила участие Джонсон и Суини.
Производством ленты занималась Di Bonaventura Pictures совместно с Columbia Pictures, а Лоренцо ди Бонавентура выступил продюсером. Адам Джей Меримс также продюсировал фильм. Ди Бонавентура назвал кинокартину триллером и посчитал способности Мадам Паутины к ясновидению «сложным навыком», неподходящим для изображения в боевике. По словам Суини, «Мадам Паутина» отличается от других кинокомиксов.

### Предпроизводство
В мае 2022 года генеральный директор и председатель совета директоров Sony Pictures Том Ротман объявил, что съёмки «Мадам Паутины» начнутся «весной», а Селеста О’Коннор получила роль; фильм был заявлен как история происхождения героини Дакоты Джонсон. Sony описала фильм как «самостоятельную историю происхождения» и «саспенс-триллер», отличный от типичных фильмов о супергероях. По словам Ди Бонавентуры, кинокартина представит новый взгляд на персонажа и её происхождение. Эс Джей Кларксон получила от студии полную творческую свободу, отметив, что стремилась придать ленте атмосферу женственности и приземлённости. В июне к актёрскому составу присоединились Изабела Монер, Тахар Рахим и Эмма Робертс. Как сообщалось, проект представляет собой «нечто иное под видом» сольного фильма о Мадам Паутине. К тому времени съёмки были запланированы на середину июля 2022 года. Суини заявляла, что «вот-вот» начнёт участвовать в съёмках; она прошла тест на атлетическую подготовку и прочитала все комиксы с участием своей героини Джулии Карпентер. В июле к актёрскому составу присоединился Майк Эппс.

### Съёмки
Основные съёмки «Мадам Паутины» начались 11 июля 2022 года в Финансовом районе Бостона, где продлились до 14 июля и включали сцены, изображающие Нью-Йорк 2000-х годов, в том числе квартал Чайна-таун (Манхэттен). Съёмочный процесс проходил под рабочим названием Claire (с англ. — «Клэр»), оператором выступил Мауро Фиоре, ранее работавший над фильмом Sony «Человек-паук: Нет пути домой» (2021). Вскоре после старта съёмок к актёрскому составу присоединился Адам Скотт, а премьера фильма была перенесена на 6 октября 2023 года. В конце июля съёмочный процесс осуществлялся в Оллстоне на Келтон-стрит. В августе Заша Мэмет получила роль в фильме. В том же месяце кинокомикс снимался в Челси (Массачусетс), а в Андовере (Массачусетс) началось строительство декораций, предназначенных для изображения «4-Star Diner» — закусочной из Marvel Comics; также съёмки проходили на бейсбольных полях в Западном Андовере. Зачастую съёмочная группа снимала несколько версий одних и тех же сцен с незначительными изменениями в зависимости от видений Кэсси Уэбб. Дакота Джонсон советовалась с Кларксон, чтобы понять, какие сцены были реальными, а какие — в голове Кэсси. В середине сентября в Вустере (Массачусетс) в течение трёх дней съёмки проходили под рабочими названиями Claire (с англ. — «Клэр») и Peru (с англ. — «Перу»). На этом этапе релиз фильма был отложен до 16 февраля 2024 года. Съёмки также должны были проводиться в других местах Южного берега штата Массачусетс, включая бывший ангар военно-морской авиационной станции Южный Уэймут. В Массачусетсе съёмочный период длился три месяца вплоть до сентября 2022 года. 11 октября съёмки стартовали в Нью-Йорке и проходили на Центральном вокзале. Сидни Суини закончила участие в съёмках 18 октября; в течение пяти месяцев она снималась в Бостоне. Съёмочный процесс фильма завершился в середине января 2023 года. Также ранее предполагалось, что съёмки будут осуществляться в Мексике.

### Постпроизводство
В марте 2023 года стало известно, что Суини исполняет роль Джулии Карпентер, а Джонсон — Кассандры Уэбб; впоследствии героиня Суини получила имя Джулия Корнуэлл. В июле релиз фильма был перенесён на 14 февраля 2024 года. Монтажёром картины стала Ли Фолсом Бойд, ранее работавшая над «Нет пути домой». В ноябре 2023 года, после выхода первого трейлера, стало известно, что Кларксон совместно с Мэттом Сазамой, Бёрком Шарплессом и Клэр Паркер написала сценарий; авторство сюжета было присвоено Керему Санге, Сазаме и Шарплессу.

## Музыка
Йохан Содерквист, ранее сотрудничавший с Кларксон в работе над мини-сериалом «Анатомия скандала» (2022), в ноябре 2023 года написал саундтрек к кинокомиксу.

## Релиз
Премьера фильма «Мадам Паутина» состоялась 12 февраля 2024 года в театре «Regency Village» в Вествуде (Лос-Анджелес). В кинопрокат США картина вышла 14 февраля 2024 года в форматах IMAX, 4DX и ScreenX. Ранее премьера была назначена на 7 июля 2023 года, потом на 6 октября 2023 года, а позже — на 16 февраля 2024 года. Это первый фильм, в котором будет показана новая заставка Columbia Pictures, посвящённая 100-летию студии, с анимированной версией «Леди с факелом».
В декабре 2022 года Sony подписала долгосрочный контракт с канадским стриминговым сервисом Crave, согласно которому начиная с апреля 2023 года площадка будет транслировать у себя фильмы компании после выхода в кинотеатрах и на физических носителях. Crave подписал соглашение о правах на показ по технологии «pay-one», куда входит в том числе и «Мадам Паутина». В цифровом формате фильм выпустила Sony Pictures Home Entertainment 15 марта 2024 года. 30 апреля состоится релиз на Ultra HD Blu-ray и Blu-ray с упаковкой SteelBook, на которой изображён костюм, используемый героиней Дакоты Джонсон.

## Восприятие

### Кассовые сборы
Фильм «Мадам Паутина» собрал $43,8 млн в США и Канаде и $56,5 млн на других территориях, что в общей сложности составляет $100,2 млн по всему миру.
В США и Канаде картина вышла в прокат вместе с фильмом «Боб Марли: Одна любовь», и, по прогнозам, за шесть дней проката должна была собрать от $20 до $25 млн в 4013 кинотеатрах. За несколько дней до проката сети кинотеатров отметили, что большое количество предварительно заказанных билетов было аннулировано из-за плохих отзывов критиков. В первый день фильм собрал всего 6 млн долларов, во второй — 2,2 миллиона, в третий — 4,3 миллиона. За шесть дней проката сумма кассовых сборов составила 25,8 млн долларов.

### Отзывы
Фильм «Мадам Паутина» получил негативные отзывы критиков, которые назвали его «позорным недоразумением» и худшим кинокомиксом. На агрегаторе рецензий Rotten Tomatoes у фильма 11 % положительных рецензий со средней оценкой 3,4/10 на основании 255 отзывов. Консенсус критиков гласит: «„Мадам Паутина“ со всей серьёзностью рассказывает историю происхождения заглавной героини, но предсказуемый сюжет и слабая реализация превращают фильм в забытое супергеройское приключение». На сайте Metacritic средневзвешенная оценка ленты составляет 26 баллов из 100 на основании 51 рецензии, что свидетельствует о «в целом неблагоприятных» отзывах. Зрители, опрошенные CinemaScore, присвоили фильму среднюю оценку «C+» по шкале от «A+» до «F»; по данным PostTrak, положительную оценку картине дали 54 % посмотревших.
В своей рецензии для The Hollywood Reporter Ловия Гьяркье написала, что фильм «не оправдал даже самых заниженных ожиданий», добавив: «Это пустое и нескладное произведение, движимое машинным сценарием». Питер Трэверс из ABC News счёл фильм худшим во вселенной Человека-паука от Sony, также назвав его «богомерзким» и «неподражаемым в тёмном искусстве надоедать до потери дыхания». Манола Даргис из The New York Times написала, что «история абсурдна, диалоги смехотворны, драки не впечатляют»; тем не менее рецензентка отметила, что Дакота Джонсон «абсолютно изолирована от окружающей её чепухи». Бенджамин Ли из The Guardian поставил «Мадам Паутине» одну звезду из пяти и сказал, что фильм «такой же тупой и бестолковый, как и худшие представители жанра, с убогими телеэффектами, неинтересными экшн-сценами и нелепыми диалогами». Кевин Махер из The Times поставил фильму одну звезду из пяти, охарактеризовав его как «смерть супергеройского жанра». Робби Коллин из The Daily Telegraph также дал картине одну звезду из пяти и назвал её «своего рода двухчасовым взрывом на фабрике скуки».
Отрицательную рецензию ленте также дал Питер Дебрюге из Variety: «Большую часть фильма Кэсси нянчится с тремя юными леди в окружении не слишком ловких намёков на консьюмеризм 2003 года: винтажная продукция Pepsi, классическая реклама продукции Кельвина Кляйна, а также танец на столе под песню Бритни Спирс „Toxic“. По большому счёту, „Мадам Паутина“ — это нечто среднее между расширенной рекламой газировки и тизер-трейлером очередного спин-оффа. „Что бы ни ждало нас в будущем, мы будем готовы“, — обещает Кэсси. Но не нужно быть прорицателем, чтобы понять, что эта франшиза умирает, или быть снобом, чтобы ожидать лучшего». Сэм Адамс из Slate написал: «В лучшем случае фильм малокомпетентен, а в худшем — бессвязная мешанина, набитая никчёмными кинозвёздами, которые не прилагают никаких усилий, чтобы хоть как-то замаскировать осознание того, что они совершили ужасную ошибку. Это пародия, катастрофа, пятно на истории развития супергероики и самого кинематографа. Мне чертовски понравилось». Майкл О’Салливан из The Washington Post присвоил фильму 2,5 звезды из 4, заявив, что «это не блокбастер, но по-своему тихому фильму удаётся разрушить несколько барьеров». Чарльз Пуллиам-Мур из The Verge отметил, что фильм «удивительным образом переносит нас в 2003 год — золотой век кинокомиксов, которые были откровенно средними или даже хуже».
Как и «Морбиус» 2022 года, «Мадам Паутина» была разобрана на мемы. Так, фраза из трейлера «He was in the Amazon with my mom when she was researching spiders right before she died» (с англ. — «Он был на Амазонии с моей мамой, когда она исследовала пауков незадолго до своей смерти») стала мемом. Кэлли Хольтерман из The New York Times написала, что, несмотря на плачевные кассовые сборы, людям фильм видится «будущей культовой классикой».

## Награды и номинации
| Награда        | Дата церемонии  | Категория                    | Номинант(ы)                                                 | Результат | Прим.   |
| -------------- | --------------- | ---------------------------- | ----------------------------------------------------------- | --------- | ------- |
| Dorian Awards  | 13 февраля 2025 | Campiest Flick               | Мадам Паутина                                               | Номинация | [ 101 ] |
| Золотая малина | 28 февраля 2025 | Худший фильм                 | Лоренцо ди Бонавентура                                      | Победа    | [ 102 ] |
| Золотая малина | 28 февраля 2025 | Худший режиссёр              | Эс Джей Кларксон                                            | Номинация | [ 102 ] |
| Золотая малина | 28 февраля 2025 | Худшая актриса               | Дакота Джонсон                                              | Победа    | [ 102 ] |
| Золотая малина | 28 февраля 2025 | Худший актёр второго плана   | Тахар Рахим                                                 | Номинация | [ 102 ] |
| Золотая малина | 28 февраля 2025 | Худшая актриса второго плана | Эмма Робертс                                                | Номинация | [ 102 ] |
| Золотая малина | 28 февраля 2025 | Худший сценарий              | Мэтт Сазама & Бёрк Шарплесс, Клэр Паркер и Эс Джей Кларксон | Победа    | [ 102 ] |

## Будущее
По замыслу Sony, «Мадам Паутина» должна была стать началом новой франшизы, но после плохих отзывов кинокритиков и низких кассовых сборов фильма эти планы были отменены. Издание The Hollywood Reporter отметило, что Sony стремится рисковать при создании супергеройских фильмов, а «Мадам Паутина» сторонится типичных жанровых особенностей, но при этом студия стремится к «хоум-ранам», а руководители Sony пребывают в мрачном настроении после провала фильма. Было отмечено, что дальнейшее развитие франшизы «Вселенная Человека-паука от Sony» может измениться в зависимости от успеха следующей картины, запланированной к выпуску, «Крейвен-охотник».
Дакота Джонсон не удивилась провалу фильма и заявила, что после «Мадам Паутины» вряд ли станет сниматься в кинокомиксах, посчитав, что в мире супергероев ей более нет места.